# Élections législatives de 2000 en Illinois
En 2000, les élections à la chambre des représentants des États-Unis se déroulent le 7 novembre. 435 sièges devaient être renouvelés. Le mandat des représentants étant de deux ans, ceux qui sont élus à l'occasion de cette élection siègent dans le 107e congrès du 3 janvier 2001 au 3 janvier 2003. Dans l'Illinois où vingt sièges sont renouvelés, la représentation à la chambre reste inchangée (dix républicains et dix démocrates).
Le futur président des États-Unis Barack Obama fut candidat sans succès dans le premier district.

## Résultats
| Partis      | Démocrate | Républicain | Libertarien |
| Partis      |           |             |             |
| Sièges      | 10 ( 0 )  | 10 ( 0 )    | 0 ( 0 )     |
| Voix        | 2,453,674 | 1,907,306   | 32,204      |
| Pourcentage | 55.85 %   | 43.42 %     | 0.73 %      |

## Premier district
| Partis | Partis      | Candidats          | Voix    | %     |
| ------ | ----------- | ------------------ | ------- | ----- |
|        | Démocrate   | Bobby Rush *       | 172,271 | 87.81 |
|        | Républicain | Raymond Wardingley | 23,915  | 12.19 |

### Primaire démocrate
| Partis | Partis    | Candidats     | Voix   | %     |
| ------ | --------- | ------------- | ------ | ----- |
|        | Démocrate | Bobby Rush *  | 59,599 | 61.03 |
|        | Démocrate | Barack Obama  | 29,649 | 30.36 |
|        | Démocrate | Donne Trotter | 6,915  | 7.08  |
|        | Démocrate | George Roby   | 1,501  | 1.54  |

## Deuxième district
| Partis | Partis      | Candidats            | Voix    | %     |
| ------ | ----------- | -------------------- | ------- | ----- |
|        | Démocrate   | Jesse Jackson, Jr. * | 175,995 | 89.84 |
|        | Républicain | Robert Gordon        | 19,906  | 10.16 |

## Troisième district
| Partis | Partis      | Candidats       | Voix    | %     |
| ------ | ----------- | --------------- | ------- | ----- |
|        | Démocrate   | Bill Lipinski * | 145,498 | 75.58 |
|        | Républicain | Karl Groth      | 47,005  | 24.42 |

## Quatrième district
| Partis | Partis      | Candidats        | Voix   | %     |
| ------ | ----------- | ---------------- | ------ | ----- |
|        | Démocrate   | Luis Gutiérrez * | 89,487 | 88.63 |
|        | Libertarien | Stephanie Sailor | 11,476 | 11.37 |

## Cinquième district
| Partis | Partis      | Candidats         | Voix    | %     |
| ------ | ----------- | ----------------- | ------- | ----- |
|        | Démocrate   | Rod Blagojevich * | 142,161 | 87.28 |
|        | Libertarien | Matt Beauchamp    | 20,728  | 12.73 |

## Sixième district
| Partis | Partis      | Candidats         | Voix    | %     |
| ------ | ----------- | ----------------- | ------- | ----- |
|        | Républicain | Henry Hyde *      | 133,327 | 58.94 |
|        | Démocrate   | Brent Christensen | 92,880  | 41.06 |

## Septième district
| Partis | Partis      | Candidats     | Voix    | %     |
| ------ | ----------- | ------------- | ------- | ----- |
|        | Démocrate   | Danny Davis * | 164,155 | 85.93 |
|        | Républicain | Robert Dallas | 26,872  | 14.07 |

## Huitième district
| Partis | Partis      | Candidats    | Voix    | %     |
| ------ | ----------- | ------------ | ------- | ----- |
|        | Républicain | Phil Crane * | 141,918 | 60.99 |
|        | Démocrate   | Lance Pressl | 90,777  | 39.01 |

## Neuvième district
| Partis | Partis      | Candidats        | Voix    | %     |
| ------ | ----------- | ---------------- | ------- | ----- |
|        | Démocrate   | Jan Schakowsky * | 147,002 | 76.43 |
|        | Républicain | Dennis Driscoll  | 45,344  | 23.57 |

## Dixième district
| Partis | Partis      | Candidats        | Voix    | %     |
| ------ | ----------- | ---------------- | ------- | ----- |
|        | Républicain | Mark Kirk        | 121,582 | 51.19 |
|        | Démocrate   | Lauren Beth Gash | 115,924 | 48.81 |

## Onzième district
| Partis | Partis      | Candidats       | Voix    | %     |
| ------ | ----------- | --------------- | ------- | ----- |
|        | Républicain | Jerry Weller *  | 132,384 | 56.37 |
|        | Démocrate   | James Stevenson | 102,485 | 43.63 |

## Douzième district
| Partis | Partis    | Candidats        | Voix    | %     |
| ------ | --------- | ---------------- | ------- | ----- |
|        | Démocrate | Jerry Costello * | 183,208 | 99.97 |

## Treizième district
| Partis | Partis      | Candidats      | Voix    | %     |
| ------ | ----------- | -------------- | ------- | ----- |
|        | Républicain | Judy Biggert * | 193,250 | 66.18 |
|        | Démocrate   | Thomas Mason   | 98,768  | 33.82 |

## Quatorzième district
| Partis | Partis      | Candidats        | Voix    | %     |
| ------ | ----------- | ---------------- | ------- | ----- |
|        | Républicain | Dennis Hastert * | 188,597 | 73.99 |
|        | Démocrate   | Vern DelJonson   | 66,309  | 26.01 |

## Quinzième district
| Partis | Partis      | Candidats        | Voix    | %     |
| ------ | ----------- | ---------------- | ------- | ----- |
|        | Républicain | Tim Johnson      | 125,943 | 53.23 |
|        | Démocrate   | Michael Kelleher | 110,679 | 46.78 |

## Seizième district
| Partis | Partis      | Candidats           | Voix    | %     |
| ------ | ----------- | ------------------- | ------- | ----- |
|        | Républicain | Donald Manzullo *   | 178,174 | 66.71 |
|        | Démocrate   | Charles Hendrickson | 88,781  | 33.24 |

## Dix-septième district
| Partis | Partis      | Candidats    | Voix    | %     |
| ------ | ----------- | ------------ | ------- | ----- |
|        | Démocrate   | Lane Evans * | 132,494 | 54.90 |
|        | Républicain | Mark Baker   | 108,853 | 45.10 |

## Dix-huitième district
| Partis | Partis      | Candidats    | Voix    | %     |
| ------ | ----------- | ------------ | ------- | ----- |
|        | Républicain | Ray LaHood * | 173,706 | 67.06 |
|        | Démocrate   | Joyce Harant | 85,317  | 32.94 |

## Dix-neuvième district
| Partis | Partis      | Candidats      | Voix    | %     |
| ------ | ----------- | -------------- | ------- | ----- |
|        | Démocrate   | David Phelps * | 155,101 | 64.56 |
|        | Républicain | Jim Eatherly   | 85,137  | 34.44 |

## Vingtième district
| Partis | Partis      | Candidats      | Voix    | %     |
| ------ | ----------- | -------------- | ------- | ----- |
|        | Républicain | John Shimkus * | 161,393 | 63.10 |
|        | Démocrate   | Jeffrey Cooper | 94,382  | 36.90 |